# Brooklyn Wanderers
Brooklyn Wanderers was een Amerikaanse voetbalclub uit New York. De eerste club met deze naam werd voor het opgericht in 1895 en voor het eerst opgeheven in 1931. In het seizoen 1932 werd de club weer opgericht om in 1933 wederom opgeheven te worden. In 1942 probeerde de club het opnieuw, maar ook deze keer was de club niet succesvol. In 1949 werd de club voor de laatste keer opgeheven.

## Erelijst
Brooklyn Wanderers III
- American Soccer League

Runner up (2): 1944, 1947